# Kornel Strasser
 Kornel Strasser – urzędnik c.k. oraz działacz społeczny. Starosta powiatowy bohorodczański m.in. w 1889. Poseł do Sejmu Krajowego Galicji V kadencji: 17 października 1885 został wybrany z okręgu wyborczego nr 29 Bohorodczany-Sołotwina na miejsce zmarłego w 1885 starosty powiatowego bohorodczańskiego (m.in. w 1881) Aleksandra Łukasiewicza.
Z posady starosty c. k. powiatu horodeńskiego został przeniesiony w stan spoczynku i z tej okazji otrzymał tytuł radcy Namiestnictwa.